# Eusterinx trichops
Eusterinx trichops är en stekelart som först beskrevs av Thomson 1888.  Eusterinx trichops ingår i släktet Eusterinx och familjen brokparasitsteklar. Arten är reproducerande i Sverige. Inga underarter finns listade i Catalogue of Life.